# مبادئ أتاتورك

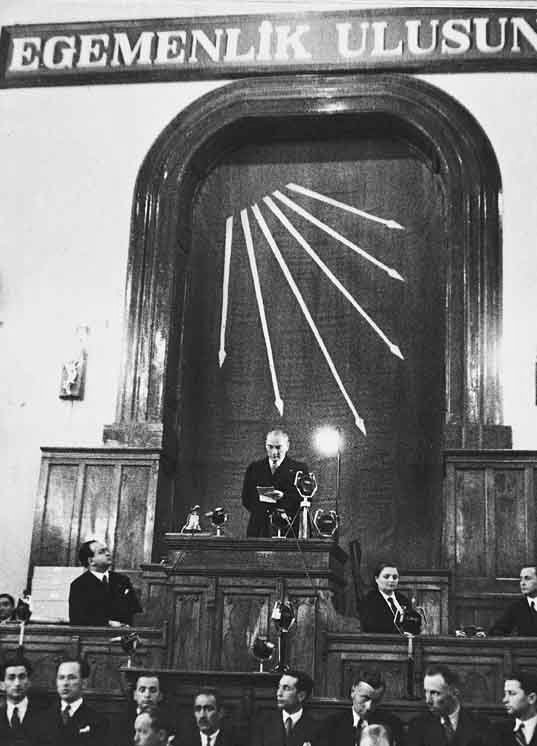
تمثل السهام الستة مبادئ أتاتورك.

تحدد مبادئ أتاتورك اتجاه تركيا نحو التحديث وترسم إصلاحات القومية القائمة على أساس الفكر.  نظام الفكر الكمالي هو مجموعة إصلاحات سياسية واجتماعية وثقافية ودينية واسعة النطاق تهدف إلى فصل الدولة التركية الجديدة عن سلفها العثماني واحتضان أسلوب المعيشة الغربي. لذلك ، فإن أسس مبادئ أتاتورك تتجه نحو تحقيق أساسيات هذا الفكر.
لقد ولدت مبادئ أتاتورك من الثورة التركية منذ نشأتها ووجهت ممارساتها. الباحثون الذين يحققون في مواضيع الكمالية يجمعون هذه المبادئ تحت عنوانين المبادئ الأساسية والمبادئ تكميلية.

## المبادئ الأساسية

### الجمهورية
وهو أنسب نظام حكم متوافق مع طبيعة الشعب التركي للعدل بين جميع أفراده. وهو المظهر العام لأي دولة طبقاً للنظام الدموقراطي. وهو نظام حكم مبني على الأخلاق والأوصاف النبيلة. وهو النظام الأمثل. والقومية اليوم ماهي إلا منظمة قامت وبنيت على يد الشعب التركي العظيم وبالتالي فإنها تسمى جمهورية. من الآن فصاعدا لن يكون هناك أي فرق بين الحكومة والشعب. الحكومة هي الشعب والشعب هو الحكومة.
يصف كمال أتاتورك الجمهورية أنها «الإدارة التي تناسب شخصيات وعادات الأمة التركية».

### القومية
وهو مصطلح يطلق على الشعب التركي مؤسس الجمهورية التركية. الشعب التركي واحد وعروقه واحدة سواء كان من دياربكر أو ڤان أو أرظروم أو طرابزون أو اسطنبول أو تراكيا أو مقدونيا. نحن أمة تركية محبة للقومية والوطنية ومقدسة لها. وأساس جمهوريتنا هو المجتمع التركي. وتزداد الجمهورية قوة كلما ازداد تمسك أفراد هذا المجتمع التركي وتعلقهم بالوطنية والقومية التركية.

### الشعبوية
ويعتبر المبدأ الأساسي في سياستنا الداخلية وعلى هذا الأساس تحديدا تم اعتماد الدستور الذي يمنح الشعب حق وحرية تحديد مصيره. وهي نظام اجتماعي يهدف إلى تشجيع وتقويم كافة أفراد المجتمع للعمل وفقاً للنظام. يعتبر المجتمع التركي مجتمعاً متفرقاً ومختلف الأعراق لكن رؤيتنا له على أنه شعب منقسم وكل فرد فيه يعمل بمختلف المهن لكي يعيش حياة اجتماعية وخاصة هي من أهم مبادئنا.
يتم تعريف الشعبوية على النحو التالي في برنامج حزب الشعب الجمهوري الذي أسسه مصطفى كمال: "بالنسبة لنا ، يجب معاملة الناس على قدم المساواة أمام القانون. لا يمكن التمييز بين الطبقة والأسرة والفرد. نحن ، شعب تركيا ككل ، لا نتكون من طبقات مختلفة ، وفقًا لمتطلبات الحياة الاجتماعية ، نرى أنه كمجتمع لديه مجموعة متنوعة من المهن. "

### علمانية
لاتعني العلمانية فصل الدين عن الدولة فقط. لكنها تعني كذلك حرية المواطن العامة والدينية وحرية ممارسته لها. لقد وفرت العلمانية إمكانية تطوير التدين الحقيقي لأنها فتحت باب محاربة التدين المزيف والسحر والشعوذة, لأنها أصلاً ليست مذهباً وثنيا أو إلحاديا أو حتى باطلاً. الدين مسألة وجدانية. وكل فرد يملك حرية إتباع مايمليه عليه وجدانه. نحن نحترم ونقدر الدين. ولسنا ضد التأمل والتفكر. لكننا نعمل على عدم الخلط بين الأعمال الدينية وبين أعمال الشعب والدولة. بل نحذر من الحركات المتشددة التي تستند إلى العمل والمقصد.

### الدولة
من وجه نظرنا هو سيطرة الدولة على اقتصاد البلاد للحفاظ على الأعمال الشخصية لأفراد المجتمع ونشاطاتهم الخاصة مع الأخذ بعين الاعتبار الاحتياجات العامة وحاجة شعب كبير كالشعب التركي للقيام بأعمال لم يقم بها مسبقاً وحاجته للتطوير. لايجب أن تحل الدولة مكان المواطن كمبدأ. لكن يجب الالتزام بالشروط العامة لكي يتطور الفرد أو المواطن بشكل عام. ولا يجب التدخل في الصرف عامة مالم تكن هناك ضرورة ملحة وكذلك لايكون الصرف بغير ضوابط تحكمه.

### ثورة
الثورة (الثورة) هي اعتماد وتطوير وحماية جميع أنواع ثورات أتاتورك على طريق تحديث الأمة التركية.
إن سبب ماقمنا وما نقوم به حاليا من انقلاب وثورة هو من أجل النهوض وتطوير شعب الجمهورية التركية والوصول بالمجتمع التركي إلى مجتمع حضاري ومعاصر بمختلف آراءه وأطيافه. لقد قمنا بانقلاب عظيم ونقلنا الدولة من عصر إلى عصر جديد.

## مبادئ تكميلية

### الاستقلال الوطني
الاستقلال الوطني هو اعتماد الاستقلال من قبل الأمة. أساس سياسة أتاتورك الخارجية هو احترام الاستقلال.

### الوحدة الوطنية
مبدأ الوحدة الوطنية والعمل الجماعي هو نتيجة إلزامية لقومية أتاتورك. حسب هذه النظرة والفهم ، هي كل لا يتجزأ مع الأمة .
ليس هناك مايمسى نحن والشعب. هناك أمة متحدة الصفوف. لافرق بيننا وبين الشعب كلنا شي واحد. نحن نرى أن أساس وجود الوطن هو في مشاعر وأحاسيس وتوحد الشعب المستمر دائما. فحكم أمة متحدة ليس كحكم أمة مشتتة ومفرقة.

### مواكبة تطور العصر
تُعرف الحداثة بأنها التغييرات السياسية والاجتماعية المصاحبة للتصنيع من حيث العلوم السياسية.
سنعمل دوما على توفير السعادة والرفاهية ومواكبة التطور المدني لشعبنا من أقصر الطرق وهذا أمر واجب علينا. نحن لانأخذ الحضارة الغربية كنوع من التقليد لها. نحن نتشبه بما نراه جيدا لدى الغرب مع الحفاظ على بنيتنا وعاداتنا ومواكبة التطور المدني العالمي.

### العقلانية
إن أهم مميزاتنا هي التصرف بمنطق وعقل وذكاء. وكل شي هو ناتج من قدرة وعقل الإنسان.

### السيادة الوطنية
السيادة الوطنية؛ إن القوة المطلقة لتأسيس وإدارة الدولة هي أن السيادة تعود مباشرة إلى الأمة ، وليس إلى الأفراد أو مجموعات معينة.